# Sebastián Pinto
Sebastián Andrés Pinto Perurena (Santiago, 5 de febrero de 1986) es un exfutbolista chileno que jugaba de delantero. Es hijo del periodista y presentador de televisión Carlos Pinto. Además fue internacional con la Selección Chilena de Fútbol.

## Trayectoria

### Universidad de Chile (2005-2007)
Parte su carrera en las inferiores del cuadro azul, pero no tuvo una regularidad y fue enviado a préstamo para adquirir mayor experiencia. En el año 2007 tuvo su mejor época en la "U", logrando regularidad y anotando varios goles ese año. Su partido más recordado es contra Colo-Colo en el Superclásico Chileno anotando 2 goles en el empate 2 a 2.

### Santos F. C. (2008)
Tras su paso por la Universidad de Chile y su cesión al Cobreloa, Pinto fue presentado en el Santos F. C. el 12 de febrero de 2008. Con el club brasileño debutó oficialmente el 9 de marzo del mismo año, en la victoria 3-2 de su equipo contra el Noroeste, por la décimo tercera fecha del Campeonato Paulista. Anotó su primer gol el 26 del mismo mes, en el clásico albinegro frente al Corinthians, encuentro que ganaron 2-1 gracias al gol de Pinto.

### O'Higgins (2011)
Luego de su corto pase por el A.S. Varese de la Serie B (donde apenas jugó 3 partidos), es contratado por O'Higgins para disputar el Torneo de Clausura 2011. 
En este torneo el tanque anotó 13 goles en solo 16 partidos y fue el segundo goleador del campeonato detrás de Esteban Paredes con 14. En el último partido jugado por O'Higgins en la fase regular del torneo -contra Huachipato-, Pinto anotó un póquer de goles (4 goles en un mismo partido). Un par de semanas después, Pinto fue titular en un partido amistoso frente a la selección de Paraguay, donde convirtió 3 goles. Resumiendo, Pinto es un récord en el fútbol chileno: 7 goles en 2 partidos. A pesar de esto, su equipo no logró clasificar a los play-offs ya que acabó en la décimo sexta posición con tan solo 17 puntos, a cuatro puntos del colista Unión San Felipe. Gracias a su buen desempeño en O'Higgins el 10 de enero de 2012, Pinto firmó con el Bursaspor de la Superliga de Turquía.

### Bursaspor (2012-2013)
Con el club de Bursa debutó oficialmente el 21 de enero de 2012, en un partido contra el Sivasspor en el cual fueron derrotados por 2-1. En el partido siguiente Pinto anotó su primer gol con el Bursaspor, en el empate 2-2 contra el Genclerbirligi, por la 22ª fecha de la Superliga turca. Tras tres fechas sin anotar, convirtió en la victoria 2-1 contra el Belediyespor. Luego contra el Karabükspor, fue la figura del partido al anotar el 2-0 de su equipo. Además, entregó asistencias a Pablo Batalla y a Alfred N'Diaye, que anotaron el 1-0 y el 3-0, respectivamente. Tras esto marcó en las dos fechas siguientes; en la treinta en el empate contra el Eskisehirspor y en la siguiente un doblete en el ajustado triunfo 2-1 de su equipo contra el Ankaragücü. Tres días más tarde, abrió el marcador en la victoria 2-0 de su equipo contra el Bugsasspor, por los octavos de final de la Copa de Turquía. Tiempo después, el 12 de abril de 2012, marcó su primer doblete en la Copa de Turquía frente al Sivasspor, al que vencieron por 4-1. En la misma competencia, Pinto, ayudó a su club a superar la instancia semifinal luego de anotar dos de los tres goles que convirtió su equipo frente al Eskisehirspor, por el acceso a la final del torneo. Con 5 goles fue el máximo goleador de la copa. En julio de 2014 se desvincula del Bursaspor tras casi 3 años en el club, jugando en total 65 partidos logrando 29 goles.

### Millonarios F.C (2014)
Tras salir del Bursapor, y tras una serie de acuerdos en los que casi no se concreta el pase llegó a Millonarios en septiembre del 2014. Debutó ante el Deportivo Independiente Medellín, jugó 22 minutos. En la fecha 16 de la Liga Postobon. Sebastián Pinto ingreso en el minuto 81 del juego ante Alianza Petrolera y en el minuto 89 anotó un gran gol aumentando el marcador final a favor de Millonarios 2 - 0.

### O'Higgins (2015)
El 6 de enero de 2015 se confirma su salida del club colombiano para volver al club donde estuvo el 2011  a O'Higgins por una temporada. A mediados de 2015 el club le rescinde el contrato debido a que se negó a jugar un partido por Copa Chile contra Rangers de Talca por el simple hecho de no ser titular en el equipo. 

### Quilmes A.C.
En 2016 recala en el Quilmes Atlético Club de Buenos Aires, Argentina por una temporada pero llegando al final de esta en 2017 es separado del plantel por la dirigencia por alguna disconformidad del jugador. Luego de esto regresa a Europa y ficha por el Eskişehirspor.

## Selección nacional
Pinto debutó por la selección chilena adulta en un partido amistoso no oficial contra la selección de Aragón. No fue sino hasta el 22 de diciembre de 2011 cuando hizo su debut oficial, en un partido amistoso contra Paraguay, en que además marcó sus primeros tres goles. También aportó con una asistencia que terminó en gol para el partido oficial Chile vs. Venezuela el 9 de junio de 2012 por las eliminatorias para el mundial 2014.

### Participaciones en Clasificatorias a Copas del Mundo
| Eliminatorias             | País   | Resultado   | Posición | Partidos | Goles | Asistencias |
| ------------------------- | ------ | ----------- | -------- | -------- | ----- | ----------- |
| Eliminatorias Brasil 2014 | Brasil | Clasificado | 3º       | 4        | 0     | 1           |

### Partidos internacionales
Actualizado hasta el 7 de junio de 2013.
| Partidos internacionales | Partidos internacionales | Partidos internacionales                                                  | Partidos internacionales | Partidos internacionales | Partidos internacionales | Partidos internacionales            | Partidos internacionales | Partidos internacionales    | Partidos internacionales |
| N.º                      | Fecha                    | Estadio                                                                   | Local                    | Resultado                | Visitante                | Goles                               | DT                       | Competición                 |                          |
| ------------------------ | ------------------------ | ------------------------------------------------------------------------- | ------------------------ | ------------------------ | ------------------------ | ----------------------------------- | ------------------------ | --------------------------- | ------------------------ |
| 1                        | 22 de noviembre de 2011  | Estadio La Portada, La Serena, Chile                                      | Chile                    | 3-2                      | Paraguay                 | Anotado · Anotado · Penal · Anotado | Claudio Borghi           | Amistoso                    |                          |
| 2                        | 9 de junio de 2012       | Estadio Olímpico Gral. José Antonio Anzoátegui, Puerto La Cruz, Venezuela | Venezuela                | 0-2                      | Chile                    |                                     | Claudio Borghi           | Clasificatorias Brasil 2014 |                          |
| 3                        | 11 de septiembre de 2012 | Estadio Monumental, Santiago, Chile                                       | Chile                    | 1-3                      | Colombia                 |                                     | Claudio Borghi           | Clasificatorias Brasil 2014 |                          |
| 4                        | 16 de octubre de 2012    | Estadio Monumental, Santiago, Chile                                       | Chile                    | 1-2                      | Argentina                |                                     | Claudio Borghi           | Clasificatorias Brasil 2014 |                          |
| 5                        | 7 de junio de 2013       | Estadio Defensores del Chaco, Asunción, Paraguay                          | Paraguay                 | 1-2                      | Chile                    |                                     | Jorge Sampaoli           | Clasificatorias Brasil 2014 |                          |
| Total                    | Total                    | Total                                                                     | Presencias               | 5                        | Goles                    | 3                                   |                          |                             |                          |

| Selección chilena | Selección chilena | Selección chilena |
| Año               | Partidos          | Goles             |
| ----------------- | ----------------- | ----------------- |
| 2011              | 1                 | 3                 |
| 2012              | 3                 | 0                 |
| 2013              | 1                 | 0                 |
| Total             | 5                 | 3                 |

## Estadísticas
| Club                         | Div.          | Temporada     | Liga  | Liga  | Copas nacionales | Copas nacionales | Torneos internacionales | Torneos internacionales | Total | Total |
| Club                         | Div.          | Temporada     | Part. | Goles | Part.            | Goles            | Part.                   | Goles                   | Part. | Goles |
| ---------------------------- | ------------- | ------------- | ----- | ----- | ---------------- | ---------------- | ----------------------- | ----------------------- | ----- | ----- |
| Universidad de Chile · Chile | 1.ª           | 2005          | 3     | 0     | —                | —                | —                       | —                       | 3     | 0     |
| Universidad de Chile · Chile | 1.ª           | 2006          | 4     | 0     | —                | —                | —                       | —                       | 4     | 0     |
| Universidad de Chile · Chile | 1.ª           | 2007          | 23    | 9     | —                | —                | —                       | —                       | 23    | 9     |
| Universidad de Chile · Chile | Total club    | Total club    | 30    | 9     | 0                | 0                | 0                       | 0                       | 30    | 9     |
| Cobreloa · Chile             | 1.ª           | 2006          | 20    | 5     | —                | —                | —                       | —                       | 20    | 5     |
| Cobreloa · Chile             | Total club    | Total club    | 20    | 5     | 0                | 0                | 0                       | 0                       | 20    | 5     |
| Santos FC · Brasil           | 1.ª           | 2008          | 8     | 2     | —                | —                | —                       | —                       | 8     | 2     |
| Santos FC · Brasil           | Total club    | Total club    | 8     | 2     | 0                | 0                | 0                       | 0                       | 8     | 2     |
| Godoy Cruz Argentina         | 1.ª           | 2009          | 4     | 0     | —                | —                | —                       | —                       | 4     | 0     |
| Godoy Cruz Argentina         | Total club    | Total club    | 4     | 0     | 0                | 0                | 0                       | 0                       | 4     | 0     |
| Audax Italiano · Chile       | 1.ª           | 2009          | 2     | 0     | —                | —                | —                       | —                       | 2     | 0     |
| Audax Italiano · Chile       | 1.ª           | 2010          | 27    | 9     | 1                | 0                | —                       | —                       | 28    | 9     |
| Audax Italiano · Chile       | Total club    | Total club    | 29    | 9     | 1                | 0                | 0                       | 0                       | 30    | 9     |
| A.S. Varese · Italia         | 2.ª           | 2011          | 3     | 0     | —                | —                | —                       | —                       | 3     | 0     |
| A.S. Varese · Italia         | Total club    | Total club    | 3     | 0     | 0                | 0                | 0                       | 0                       | 3     | 0     |
| O'Higgins · Chile            | 1.ª           | 2011          | 14    | 13    | —                | —                | —                       | —                       | 14    | 13    |
| O'Higgins · Chile            | 1.ª           | 2014-15       | 13    | 3     | —                | —                | —                       | —                       | 13    | 3     |
| O'Higgins · Chile            | Total club    | Total club    | 27    | 16    | 0                | 0                | 0                       | 0                       | 27    | 16    |
| Bursaspor Turquía            | 1.ª           | 2011-12       | 16    | 9     | 4                | 5                | —                       | —                       | 20    | 14    |
| Bursaspor Turquía            | 1.ª           | 2012-13       | 26    | 8     | 6                | 2                | 4                       | 3                       | 36    | 13    |
| Bursaspor Turquía            | 1.ª           | 2013-14       | 6     | 2     | 1                | 0                | 2                       | 0                       | 9     | 2     |
| Bursaspor Turquía            | Total club    | Total club    | 48    | 19    | 11               | 7                | 6                       | 3                       | 65    | 29    |
| Millonarios · Colombia       | 1.ª           | 2014          | 4     | 1     | —                | —                | —                       | —                       | 4     | 1     |
| Millonarios · Colombia       | Total club    | Total club    | 4     | 1     | 0                | 0                | 0                       | 0                       | 4     | 1     |
| Eskişehirspor Turquía        | 1.ª           | 2015-16       | 13    | 1     | 6                | 2                | —                       | —                       | 19    | 3     |
| Eskişehirspor Turquía        | Total club    | Total club    | 13    | 1     | 6                | 2                | 0                       | 0                       | 19    | 3     |
| Palestino · Chile            | 1.ª           | 2017          | 9     | 4     | 2                | 0                | —                       | —                       | 11    | 4     |
| Palestino · Chile            | Total club    | Total club    | 9     | 4     | 2                | 0                | 0                       | 0                       | 11    | 4     |
| Deportes Temuco · Chile      | 2.ª           | 2019          | 5     | 0     | 0                | 0                | —                       | —                       | 5     | 0     |
| Deportes Temuco · Chile      | Total club    | Total club    | 5     | 0     | 0                | 0                | 0                       | 0                       | 5     | 0     |
| Total carrera                | Total carrera | Total carrera | 200   | 62    | 18               | 9                | 6                       | 3                       | 218   | 74    |
| 1. 2. 3.                     |               |               |       |       |                  |                  |                         |                         |       |       |

## Palmarés

### Distinciones individuales
| Distinción               | Año     |
| ------------------------ | ------- |
| Goleador Copa de Turquía | 2011-12 |